# Frank Bello
Frank Bello (Bronx, Nueva York, 9 de julio de 1965) es un bajista estadounidense, reconocido por su trabajo con la banda de thrash metal Anthrax desde 1985 hasta la actualidad.

## Biografía
Frank Bello nació y se crio en el Bronx, Nueva York. Es sobrino de Charlie Benante, baterista de Anthrax, y creció en el hogar de su abuela materna, la madre de Charlie, hogar en el que fue acogido cuando su padre abandonó a su madre. Tuvo un hermano menor llamado Anthony, que fue asesinado en el Bronx el 25 de marzo de 1996. Las razones de su asesinato nunca se resolvieron. Bello tiene un tatuaje en su brazo derecho con un diseño del rostro de Anthony, con una frase que dice "En memoria de Anthony".
Frank empezó a tocar el bajo cuando tenía doce o trece años, con su tío Charlie a la batería. De formación autodidacta, en sus inicios interpretaba las partes del bajo en una guitarra. Sus bajistas predilectos son Geddy Lee (de Rush), Steve Harris (de Iron Maiden), y Geezer Butler (de Black Sabbath). En la página oficial de Anthrax, Charlie Benante le define de esta manera: "Frankie es la estrella en el escenario. Es un devoto fan de U2, espera llegar algún día a reemplazar a su bajista".
Es fanático de los Yankees de Nueva York. En diversas ocasiones, ha reconocido su admiración por otros bajistas como Geddy Lee, Steve Harris, Geezer Butler, Jaco Pastorius y Nate Watts. En lo que se refiere a sus gustos musicales, ha mencionado a The Beatles, U2, Public Enemy, Jay-Z, Big E, Cheap Trick y Led Zeppelin. En abril de 2010 colaboró con Fender y con la asociación sin ánimo de lucro Little Kids Rock en la donación de bajos eléctricos y amplificadores a quince escuelas públicas de Nueva York.
Ha realizado algunas actuaciones en cine y televisión. Encarnó al músico Richard Hell en la película Greetings from Tim Buckley del director Daniel Algrant. También tuvo un pequeño papel en la cinta Joe's Apartment. Apareció junto a los demás músicos de Anthrax en un episiodo de la serie televisiva Married... with Children. 

### Anthrax
Frank, o "Frankie" - como le llaman los demás miembros de Anthrax -, ingresó a la banda sustituyendo a Dan Lilker, desde entonces bajista de Nuclear Assault. Los neoyorquinos habían grabado ya entonces su primer disco, Fistful of Metal (1984), y se disponían a grabar el siguiente, titulado Spreading the Disease  (1985).
Frank Bello ha grabado con Anthrax más de una decena de discos. Dejó Anthrax en 2004 (y fue sustituido por Joey Vera), pero volvió en 2005 con la reunión de la formación clásica, que le incluye a él mismo, a Scott Ian, Joey Belladonna, Charlie Benante y Dan Spitz. Además de tocar el bajo, Frank se encarga de la mayoría de los coros. Es el autor y el intérprete de la canción titulada "Pieces" que aparece en el disco de Anthrax Volume 8: The Threat Is Real. La escribió como elegía para su hermano Anthony, asesinado en 1996.
Frank Bello también ha colaborado con la banda neoyorquina Helmet, especialmente en el breve período en que estuvo fuera de Anthrax, y ha participado en diversas sesiones con otros músicos. Ocasionalmente imparte clínicas con el patrocinio de Fender, llamadas "Frank Bello Clinic Tour". En 2011, Frank Bello ha impartido varias clínicas de bajo en Nueva York y en Londres junto a David Ellefson, bajista de Megadeth, con el patrocinio del fabricante de amplificadores de bajo Hartke.
En junio de 2010, Anthrax comenzó, junto a Metallica, Slayer y Megadeth, la gira del proyecto The Big Four, que reúne a estas cuatro bandas de thrash metal en varios conciertos por primera vez. Han publicado un DVD que recoge el concierto del Sonisphere Festival de Sofía, en Bulgaria.

## Equipo
Frank Bello utiliza bajos eléctricos Fender, y amplificadores Hartke. En Anthrax ha utilizado material de Ampeg. 
Los críticos destacan su velocidad y la complejidad de su técnica. En Anthrax, Bello toca con los dedos, capaz de tocar tan rápido como los bajistas de thrash metal que utilizan púas. En Helmet, utilizaba púa. 
En la primera etapa de Anthrax, Frank Bello utilizaba material de Ampeg. En Helmet, usaba una Fender 800 PRO, con Fender 810 PRO 8x10, y un amplificador SansAmp Bass Driver DI. Igualmente, tocaba un prototipo de su Fender Signature Series Jazz Bass. En la actualidad, utiliza normalmente un bajo de Fender y un amplificador de Hartke.

## Discografía

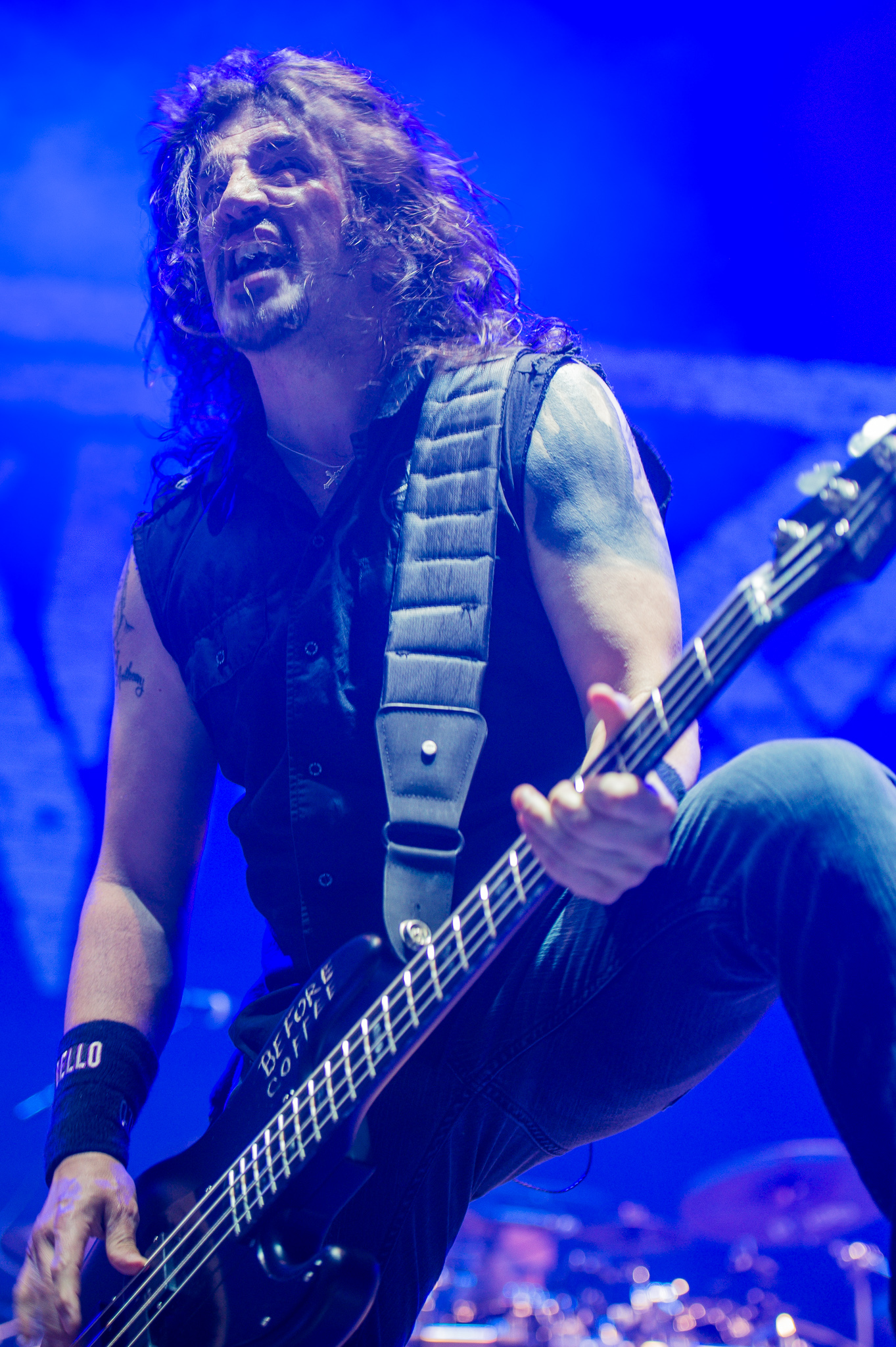
Bello en 2014.

### Anthrax
- Spreading the Disease - 1985
- Among the Living - 1987
- State of Euphoria - 1988
- Persistence of Time - 1990
- Sound of White Noise - 1993
- Stomp 442 - 1995
- Volume 8: The Threat Is Real - 1998
- We've Come for You All - 2003
- Worship Music - 2011
- For All Kings - 2016

### Helmet
- Size Matters - 2004